# 斯通啤酒厂
斯通啤酒厂（威廉斯通有限责任公司）由威廉·斯通创立于1868年。该啤酒厂位于英国英格兰西约克郡谢菲尔德市，1968年巴斯公司买入斯通品牌。在1999年该啤酒厂关闭后，摩森康胜公司接手生产该啤酒厂的主营品牌——斯通苦啤酒。
1847年，威廉·斯通与乔瑟夫·瓦特在谢菲尔德市开始一起酿制啤酒。1854年，瓦特逝世。此后，斯通继续自己酿制啤酒。1886年，斯通租下了尼普森啤酒厂的厂房，并将其改名为加农啤酒厂。斯通将自己的后半生都投入在酿制啤酒上，斯通于1894年逝世。斯通啤酒厂生意兴隆，斯通在生前是富甲一方的人物，但是斯通的一生克勤克俭。1968年，巴斯公司接管威廉·斯通公司。2000年，巴斯将酿造业务卖给了比利时啤酒商英博啤酒集团，此后，英国竞争委员会要求英博集团将斯通这个品牌卖出。2002年，康胜啤酒公司收购斯通品牌。2005年，该公司合并后成为摩森康胜公司。
从1984年开始，斯通苦啤酒的生产线移到加农啤酒厂。斯通苦啤酒深受谢菲尔德市钢铁工人的喜爱。起初，斯通苦啤酒只在约克郡南部、德比郡和诺丁汉郡售卖。1977年，在大规模的市场推广后，苦啤酒的供销范围扩大到了整个英格兰北部。自1979年后，全英国的居民都尝到了斯通苦啤酒。自20世纪70年代以来，随着需求的不断增长，巴斯公司的其它啤酒厂也在酿造这种啤酒。1992年，斯通啤酒风靡一时，当年一共卖出了一百万桶啤酒（相当于大约12亿升）成为了英格兰销量最高的苦味啤酒。某些城区的居民称斯通苦啤酒是“谢菲尔德市最著名的出口商品之一”。加农啤酒厂关闭后，生产线移到了其它地方。斯通苦啤酒的生产由摩森康胜公司负责。位于北约克郡北约克郡塔德卡斯特的酿酒区生产小桶装版苦啤酒（酒精含量酒精含量为3.7%），而罐装苦啤酒在特伦特河畔伯顿的酿酒区生产。
从1986年到1997年，斯通啤酒厂先后赞助了美国国家橄榄球联盟和联盟式橄榄球超级联赛。1983年到1991年，斯通啤酒的电视广告也家喻户晓。该广告由托尼·巴顿和迈克·安杰利斯出演，打破了英格兰地区苦啤酒广告播放时间的记录。1997年，沃辛顿艾尔啤酒品牌失去了大部分来自巴斯公司的营销支持资金，斯通苦啤酒销量大幅下跌，但是其销量还保持在全英销量排名前20名。

## 历史

### 公司起源（1847–1900）
1847年，来自迪斯伯里市（ Dewsbury）的乔瑟夫·瓦特和来自谢菲尔德市的威廉·斯通一起在加农啤酒厂酿制啤酒 。 加农啤酒厂位于谢菲尔德市凯勒姆岛旁边的一个区。加农啤酒厂的名字来源于隔壁制造炮筒的铸铁厂（加农的英文cannon意为加农炮）。 1852年，瓦特和斯通收购了第一家酒厂酒吧。瓦特于1854年5月逝世，享年46岁。在瓦特逝世两年后，斯通从前合伙人兄弟那里买下了他的股份 。 1861年，啤酒厂共有23名成年员工，2名儿童员工。1868年，斯通承租了位于尼普森区的啤酒厂。  该啤酒厂于1838年成立，当时名为尼普森啤酒厂。斯通以原来厂房的名字给这个啤酒厂重新命名为加农啤酒厂。1880年，斯通创立了两家麦芽作坊。 1894年，斯通逝世。斯通将啤酒厂留给了自己的收银员詹姆斯·海恩斯和玉米磨坊工人理查德·魏吉夫作为共同租赁人。威廉斯通公司在1895年成为有限责任公司，公司市值为27.5万英镑（剔除2021年通胀因素后的市值为3199,8851英镑）。 当年，该公司成长为谢菲尔德市大型企业之一，在谢菲尔德市和切斯特菲尔德市共开设了84家酒厂酒吧。 1896年该公司的供货范围扩展到了哈德斯菲尔德市。

### 公司合并（1901年至1966年）
在1910年不伦瑞克啤酒厂进行破产清算后，1911年斯通公司以2.82万英镑收购了14家谢菲尔德市不伦瑞克啤酒厂旗下的酒吧。 1919年，加农啤酒厂买下了对面的皇冠酒店，并将其改造为酒厂酒吧。1939年，啤酒厂的工厂区扩大到了曼斯菲尔德和巴恩斯利 。
1954年，威廉·斯通公司与塔南特兄弟公司合伙收购谢菲尔德自由啤酒厂，关闭了这家啤酒厂之后，两家公司平分了工厂区。 同年，该公司购买了位于罗瑟勒姆的马平啤酒厂，啤酒厂于下一年关闭。 公司一共有300家酒厂酒吧，其中收购而来的酒吧就有100家。因此，在谢菲尔德市，威廉斯通公司的酒吧数量仅次于酒店数量最多的塔南特兄弟公司。
1959年，威廉斯通公司以10万英镑 （剔出2021年通胀因素后的价格为234,3658英镑）买下了位于斯文顿的家族企业——沃德森公司，该公司是啤酒和矿泉水装瓶厂。 在沃德森公司的厂房，一小时内可以完成8000个啤酒瓶的灌装和贴标， 效率高于斯通公司现有的厂房。此次收购业务能够让斯通公司自行完成巴斯、健力士等国民啤酒的灌装工作，不用再依赖承包商完成这项业务。 同年，斯通公司与英国餐饮界领头羊惠特贝瑞公司签署互惠协议，威廉斯通公司为切斯菲尔德市前斯卡斯戴尔啤酒公司的33家酒吧提供散装啤酒，惠特贝瑞公司为斯通公司的酒厂酒吧提供烈性黑啤酒。   1960年，斯通公司获得了在当地为挪威最大啤酒品牌林内斯的拉格啤酒灌装的资格。 1961年，所有灌装厂房搬到了斯文顿区，这样可以让斯通公司关闭所有自营的灌装厂房，为重建谢菲尔德市的厂房提供空间。 1962年，斯通公司与印度啤酒生产商联合啤酒公司达成协议，斯通公司的酒厂酒吧售卖卡林黑标拉格啤酒，联合啤酒公司旗下的酒吧售卖斯通公司生产的酒。  1965年，斯通公司的估值达到500万英镑，1967年，估值上升到720万英镑（剔除2021年通货膨胀因素后的估值为1,3164,5640英镑） ，公司收购的谣言四起。  1966年，威廉斯通公司推出了第一款自营的精酿啤酒。 

### 跨国公司管理（1967–1999）

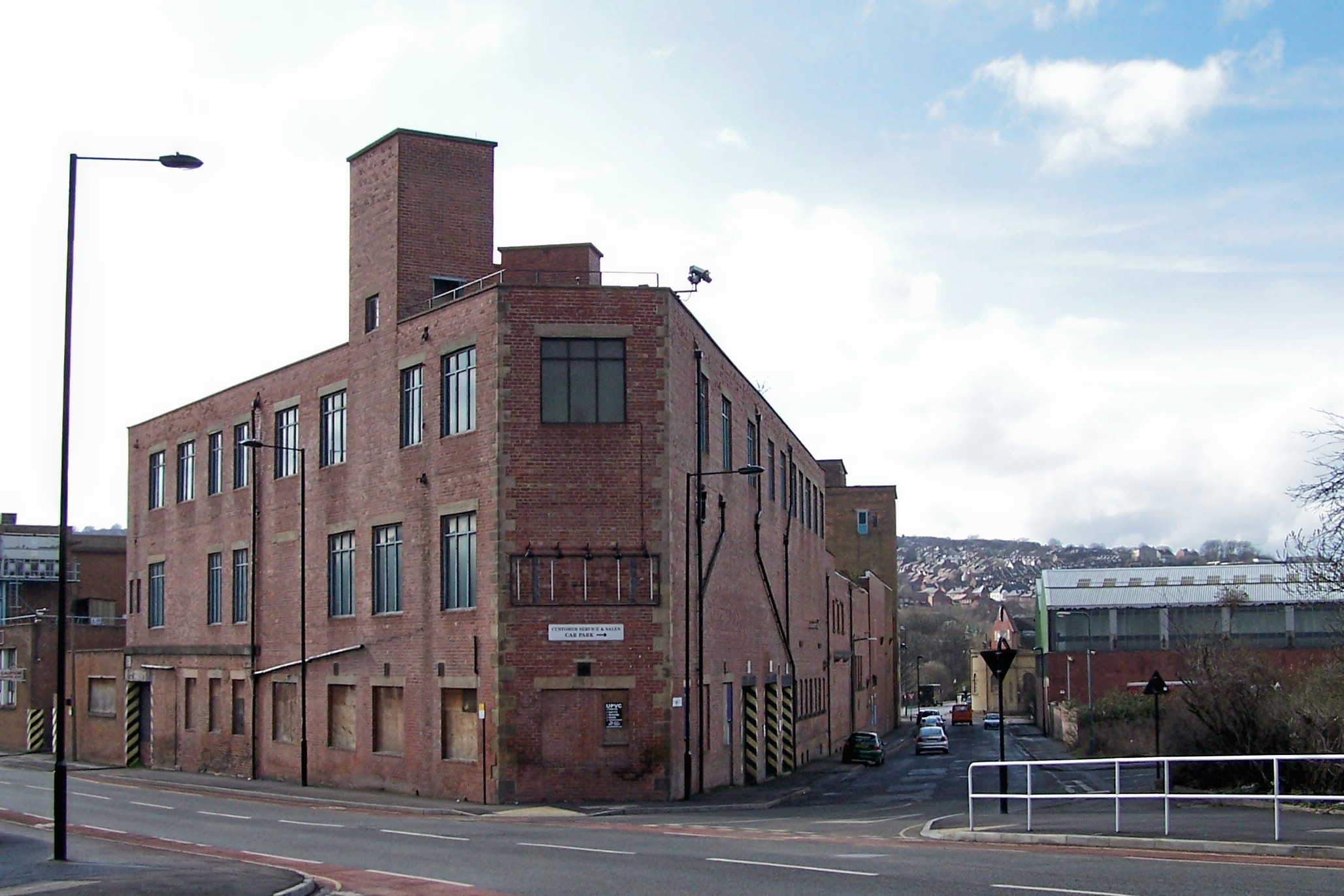
佳能啤酒厂于1962年重建

1967年，巴斯公司拥有加农啤酒厂14%的股份。1968年，巴斯公司以900万英镑（剔除2021年通胀因素后的价格为1,5723,4005英镑）收购威廉斯通公司。 此次友好收购通过股票交易筹集资金。 该公司现拥有257家酒吧、70家外卖酒商店，大多数分布于于约克郡，诺丁汉郡和德比郡的南部。除此之外，还有许多自由贸易业务。巴斯公司继续生产畅销的斯通苦啤酒，但是一些全国销售的巴斯自有品牌挤占了20%斯通苦啤酒的销售额。斯通品牌的苹果酒供应商从英格兰果酒生产商布尔默公司变成了巴斯公司自己的陶顿工厂。作为巴斯公司的子公司，威廉斯通公司也有一定的自主管理权。 此次收购后，施文顿灌装厂和啤酒厂自营的麦芽作坊关闭。 1970年，巴斯公司建议关闭加农啤酒厂，但是斯通品牌的苦啤酒越来越受消费者喜爱，位于柴郡朗科恩的替代车间还有技术和工业关系问题存在，这家啤酒厂就保留下来。自1979年起，巴斯公司的全国经销系统让斯通苦啤酒销路扩大到英国全国范围，苦啤酒的生产量与巴斯公司地区艾尔啤酒的生产量相同。
1982年，约克郡16%的酒吧隶属于斯通公司。 1999年4月，巴斯公司关闭了加农啤酒厂，57名员工失去了工作。 巴斯公司声称，关闭酒厂的原因是该酒厂生产的灌装精酿啤酒的销售额大幅下滑。事实上，与去年相比，全国的罐装啤酒销售额下滑了14%。关闭了啤酒厂后，巴斯公司省下了100万英镑的储蓄资金。一些支持纯正艾尔啤酒的运动的人认为，加农啤酒厂关闭的原因是巴斯公司未能将大桶装精酿啤酒推销出去。 自20世纪90年代中期开始，加农啤酒厂不仅生产斯通苦啤酒，还小规模生产巴斯特质啤酒、巴斯淡味麦芽啤酒，这是因为在减少斯通牌啤酒生产量后，工厂可以匀出一部分生产力生产其他啤酒。巴斯淡味啤酒以斯通淡味啤酒的商标在谢菲尔德市销售。
巴斯公司将斯通啤酒的生产厂房搬到了位于特伦特河畔伯顿和塔德卡斯特的啤酒厂。2000年，巴斯公司将包括啤酒厂和斯通品牌在内的资产卖给了比利时啤酒商英博啤酒集团。英博集团将斯通牌大桶装啤酒的生产业务承包给了位于伯顿市的马丁斯公司。2001年12月，由于市场竞争问题，英博公司不得不卖出一些品牌，例如美国科尔公司买下了斯通苦啤酒品牌，这家公司后来更名为摩森科尔公司。现如今，位于塔德卡斯特的摩森科尔啤酒厂生产小桶装的斯通苦啤酒，伯顿啤酒厂生产罐装苦啤酒。大桶装啤酒的生产起初由在西米德兰兹郡沃尔索尔的海格特啤酒厂承包，2005年，生产厂房搬到了莱斯特郡埃弗拉德。2012年大桶装啤酒停止生产。
自工厂关闭以来，斯通苦啤酒的销售量一直下滑。金色艾尔啤酒逐渐兴起，当地也是啤酒的发源地，一名股东承认关闭啤酒厂是自己的决策失误，回想起来，公司应该支持沃辛顿地区的斯通啤酒生产。

## 威廉·斯通生平
威廉·斯通生于1826年12月29日。斯通的父母伊丽莎和乔瑟夫都是制造橱柜的工人。1870年以前，斯通在谢菲尔德市生活。1883年，斯通在连租了好几年一栋宽敞的连栋房屋后，终于买下了这栋房子。斯通将自己的一生奉献给了啤酒厂，并于1894年11月14日逝世，享年68岁。斯通生前是谢菲尔德市最富有的人之一，死后留下了超过15万英镑的遗产（剔出2021年通胀因素后相当于1720,5906英镑）， 斯通将自己的遗产分给了自己的姐妹和朋友，还将自己的部分遗产捐出。据说，斯通的成功是因为营销策略精明、产品质量始终如一。

## 加农啤酒厂

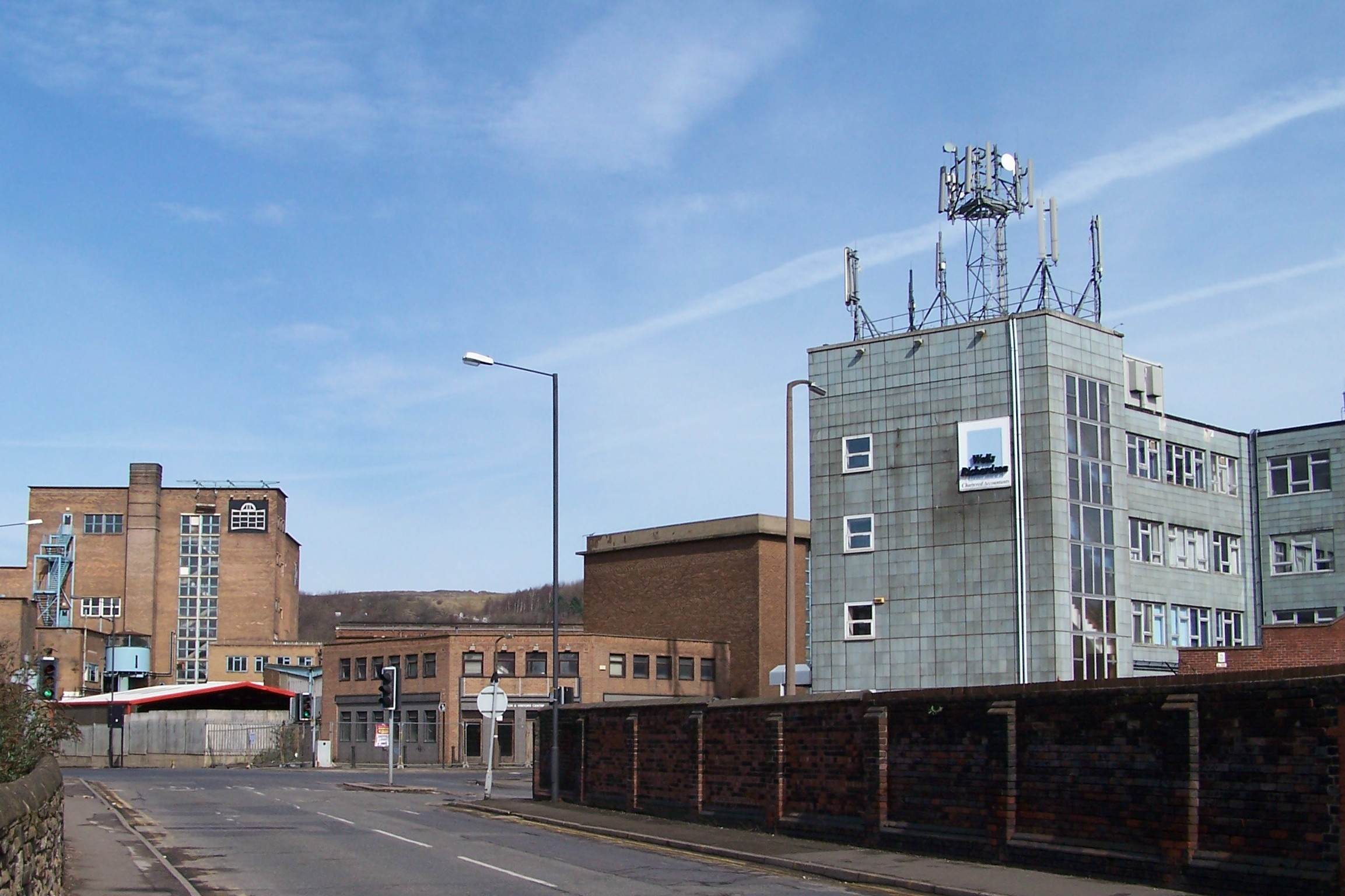
前办公楼

1838年，格林菲尔德公司是第一家在尼普森生产啤酒的公司，公司地点位于一个高级居民区内。1895年，啤酒厂拥有了“价值昂贵的生产厂房、设施完备的储存室和酒窖、宽敞的室内与室外庭院、办公室、马厩和工作坊……”。1958年，啤酒厂的营销和销售部门办公大楼完工。1962年，耗费50万英镑新建的五层啤酒厂投入使用，成为英格兰地区最现代化的啤酒厂之一。1964年，啤酒厂的酒窖内开设了酒吧，最开始这家酒吧名为“地下酒吧”，后来改名为“猪与笛”。啤酒厂的工人和访客可以来到酒吧品酒。在每年的高峰时期，斯通啤酒厂生产500万升大桶精酿啤酒。 1985年，公司卖掉了办公楼。1992年，这栋楼改为访客中心大楼。1995年，啤酒厂变成了电影《当星期六来临》的拍摄地。现在，这栋大楼成为成了会计公司的办公地点，但是，除了这栋大楼之外，啤酒厂其它的大楼仍旧处于荒废状态，无人使用。

## 啤酒

### 斯通苦啤酒

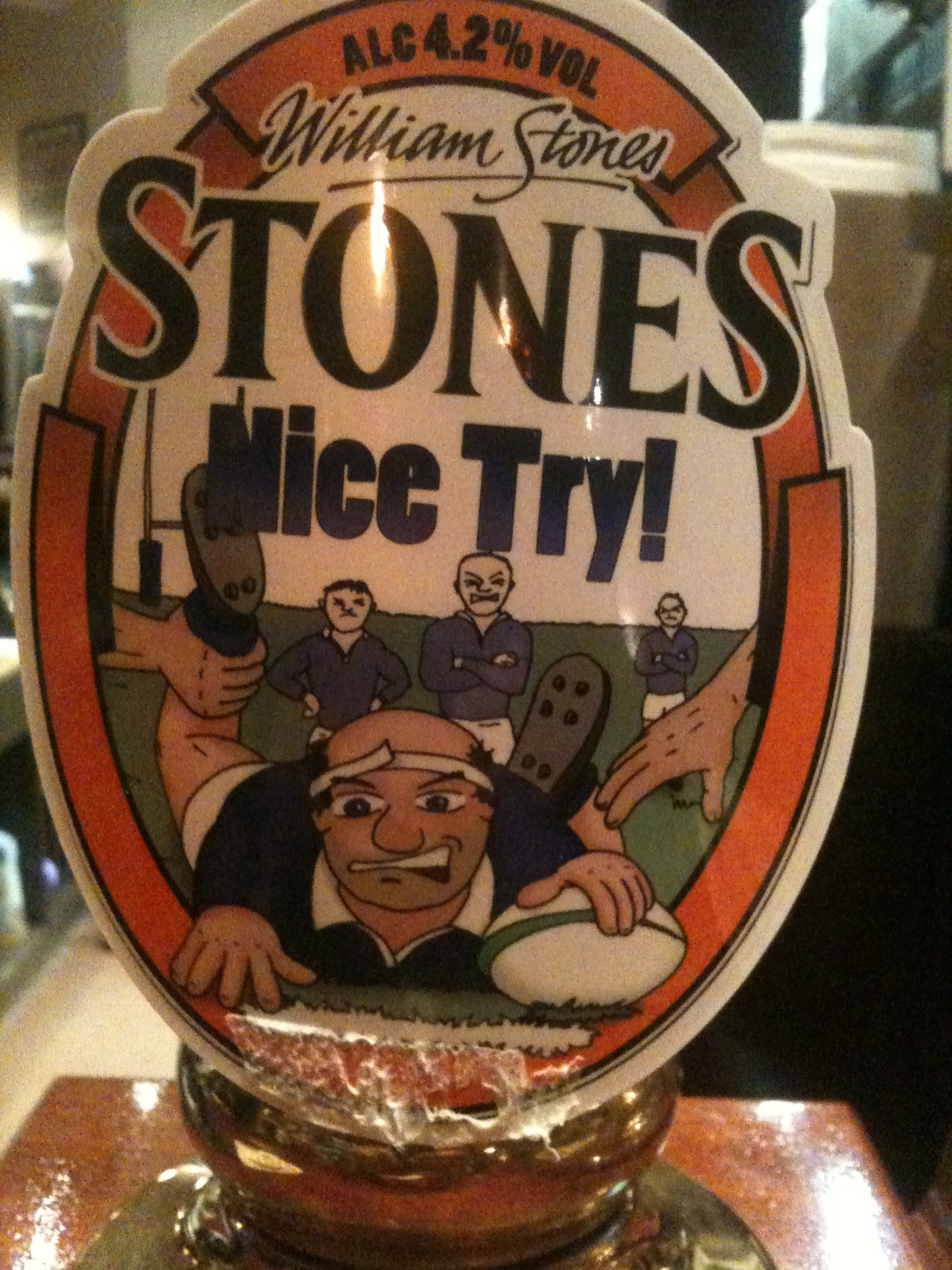
Nice Try泵夹，这是使用Stones品牌的季节性特产

1948年，斯通苦啤酒是加农啤酒厂生产的第一款苦啤酒。这款酒是专为谢菲尔德市河谷大道的炼钢工人而研发的。1977年，巴斯公司将啤酒的供销地点扩大到了英格兰北部，1979年，苦啤酒销往全国。20世纪70年代到80年代，这款啤酒在英格兰中心地区大受欢迎，当地的人民认为，这款啤酒已经“不是一款普通的啤酒了，而是生活上不可或缺的饮品”。1992年，斯通啤酒销量达到100万桶，成为英国销量最高的苦啤酒。 同年，斯通啤酒的酒精含量从4.1%降到了3.9%，1999年时，酒精含量降到了3.7%。2006年，大桶装精酿啤酒的酒精含量重新回到了4.1%，2012年，啤酒终止生产。从1983年直到1991年，有一个全国著名的电视广告，这条广告由托尼·巴顿和迈克·安德里斯参演，广告里的口号是“无论品遍何种美酒，斯通啤酒无与伦比”。从1986年到1995年，斯通啤酒厂赞助了美国国家橄榄球联盟，从1997年到1997年，斯通啤酒厂赞助联盟式橄榄球超级联赛。

### 其他啤酒
与许多其它啤酒厂一样，为了纪念一些特殊的日子或者欢送老员工退休，斯通啤酒厂也会偶尔推出特别款啤酒。1991年，为纪念谢菲尔德星期三足球俱乐部成功进入英格兰联赛杯的决赛，斯通啤酒厂推出了特别款瓶装啤酒。 1995年，为纪念英国橄榄球联盟成立一百周年，啤酒厂生产2000瓶纪念款艾尔啤酒。1996年，为庆祝啤酒厂赞助的超级联赛顺利开幕，斯通啤酒厂推出了大桶装精酿啤酒（酒精含量4.8%）。1998年，啤酒厂推出了瓶装终极纪念版艾尔啤酒后，按照计划永久关闭。 2007年夏天，埃弗拉德生产了一次性大桶装精酿艾尔啤酒（酒精含量4.1%）。2011年上半年，位于特伦特河畔伯顿的威廉沃辛顿啤酒厂生产了四款体育主题的精酿艾尔啤酒，并销往全国。

## 延伸阅读
- 安东尼·阿维斯（1997）。 1950-1990年的酿造工业：反思性论文。ISBN 9780952366621
- Lamb，Douglas（1996）。每个角落都有一家酒吧。哈兰郡出版物。ISBN 9781874718550
- Richmond，Lesley和Turton，Alison（1990）。酿酒业：历史记录指南。曼彻斯特大学出版社。ISBN 9780719030321